# فريدريك س. أرمسترونغ
فريدريك س. أرمسترونغ هو طيار بطل كندي، ولد في 13 يونيو 1896 في تورونتو في كندا، وتوفي في 25 مارس 1918 في إرفيليرس في فرنسا بسبب قتل في المعركة.